# Oldenlandia ocellata
Oldenlandia ocellata är en måreväxtart som beskrevs av Cornelis Eliza Bertus Bremekamp. Oldenlandia ocellata ingår i släktet Oldenlandia och familjen måreväxter. IUCN kategoriserar arten globalt som sårbar. Inga underarter finns listade i Catalogue of Life.